# Givenchy negro de Audrey Hepburn
El vestido negro de Givenchy que la actriz británica Audrey Hepburn lució en la escena inicial de la comedia romántica de 1961 Desayuno con diamantes, fue diseñado por Hubert de Givenchy y es citado como una de las prendas icónicas del siglo XX y quizás el más famoso «vestidito negro» de todos los tiempos.

## Historia
Audrey Hepburn era musa y amiga íntima del diseñador francés Givenchy, refiriéndose a él como su «mejor amigo» mientras  el diseñador la consideraba a ella su «hermana».

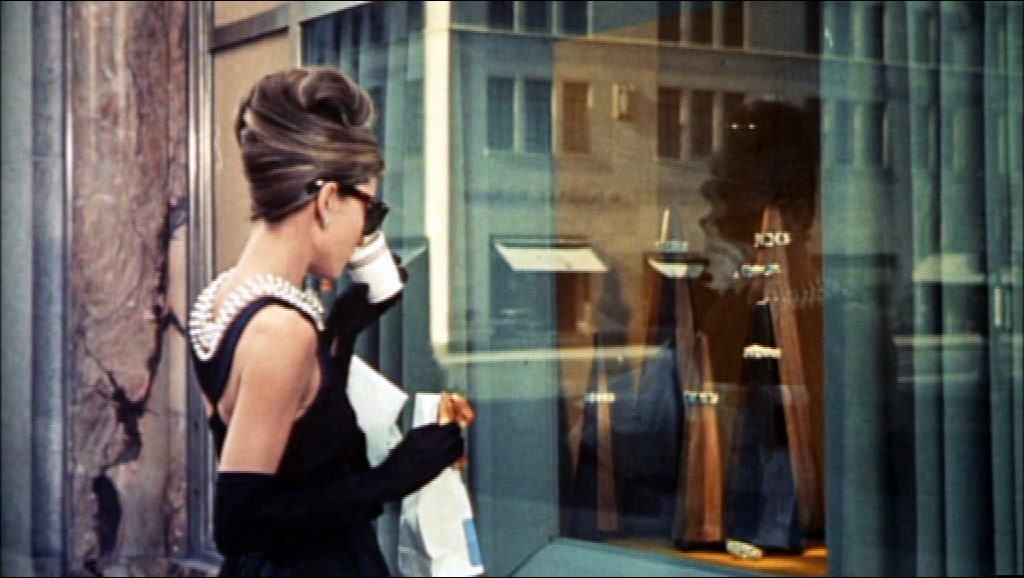
Hepburn en la escena inicial de Breakfast at Tiffany's (1961), llevando el icónico vestido negro de Givenchy y el collar de Roger Scemama.

En 1961, Givenchy diseñó un vestidito negro para la escena de apertura de la comedia romántica de Blake Edwards, Desayuno con diamantes, protagonizada por Hepburn y el actor George Peppard. Su collar fue diseñado por Roger Scemama, que diseñó joyas para Givenchy. Audrey llevó dos copias del vestido a la Paramount, pero los vestidos, que a través de una vertiginosa abertura lateral revelaban una pierna de Audrey hasta medio muslo, no se consideraron apropiados para la película y la falda del vestido fue rediseñada cerrada por Edith Head. El vestido original cosido a mano se encuentra actualmente en el archivo privado de Givenchy, mientras las copias llevadas por Audrey a la Paramount una se encuentra en el Museo del Traje en Madrid y la otra fue subastada en Christie's en diciembre de 2006. Ninguno de los vestidos reales creados por Givenchy fueron utilizados en la película o las fotografías promocionales. El cartel de la película fue diseñado por el artista Robert McGinnis, y Sam Wasson en su libro, Fifth Avenue, 5am explica que las fotos en las que se basó el cartel no mostraban ninguna pierna y que esta se añadió asomando por la abertura lateral para hacer el cartel más atractivo. Los vestidos reales utilizados en la película, creados por Edith Head, fueron probablemente destruidos por Head y Hepburn en Western Costume en California después del rodaje.
En noviembre de 2006, Natalie Portman apareció en la portada de Harper's Bazaar, luciendo uno de los vestidos originales de Givenchy creados para Desayuno con diamantes. El 5 de diciembre de 2006, este vestido fue subastado en Londres por Christie's y adquirido por un comprador anónimo por teléfono. El precio de venta estimado por la casa de subastas fue de entre £50.000 y £70.000, pero el precio final fue de £467.200 ($923.187). El dinero recaudado en la subasta del vestido negro fue destinado a ayudar a levantar escuelas para personas pobres en Calcuta. Givenchy, el diseñador del vestido, había donado la prenda a Dominique Lapierre, el autor de La ciudad de la alegría, y su esposa para ayudar a recaudar fondos para la caridad. Cuando presenciaron tan frenética subasta, la cantidad alcanzada dejó atónito a Lapierre, que observó: «Estoy absolutamente estupefacto al ver que una pieza de tela que perteneció a una actriz tan mágica ahora me permitirá comprar ladrillos y cemento para poner a los niños más indigentes del mundo en las escuelas». Sarah Hodgson, una especialista sobre películas en Christie's, dijo: «Este es uno de los vestidos negros más famosos del mundo —una pieza icónica de la historia cinematográfica— y nosotros  estamos felices de que haya alcanzado un precio histórico».

## Diseño
El modelo es un Givenchy en satén italiano negro de noche. Christie's lo describió como «un vestido sin mangas, largo hasta el suelo con cuerpo ceñido, la falda ligeramente recogida en la cintura y abertura a un lado hasta el muslo, con una etiqueta interior en la cintura donde se lee Givenchy; acompañado por un par de guantes negros hasta el codo». El corpiño es un tanto abierto a la espalda. En la película, Audrey Hepburn lleva un par de guantes hasta el codo del mismo color y un collar de perlas. El estilo ha sido descrito como «ultrafemenino» y «parisino».
El vestido negro logró tal fama icónica y estatus que se convirtió en parte integral del armario femenino. Givenchy no solo escogió el vestido para el personaje en la película, sino también los accesorios para acompañarlo, un collar de perlas de varias hileras, boquilla larga, un sombrero negro de ala ancha acampanada y guantes de ópera que no solo «definieron visualmente al personaje, sino que quedaron indeleblemente unidos a Audrey».
Aprovechando su físico la actriz, junto con su amigo el diseñador Givenchy, creó un vestido para adaptarse a la personalidad del personaje. Un vestido de seda negra bien escogido con los accesorios apropiados dio en la diana para resaltar su personalidad efervescente; las grandes gafas oscuras de sol completaron un conjunto que instauró el vestido negro definitivo. El vestido, el cual perfilaba sus omóplatos magros, se convirtió en el estilo Hepburn.

## Recepción
El vestido es citado como uno de los más icónicos del siglo XX y de la historia del cine. Ha sido descrito como «quizás el más famoso vestidito negro de todos los tiempos» y ejerció una influencia importante en la moda al hacerlo directamente popular.
En una encuesta realizada en 2010 por LoveFilm, el vestidito negro de Hepburn fue escogido como el mejor vestido jamás llevado por una mujer en una película. Al respecto, Helen Cowley, editora de LoveFilm, declaró: «Audrey Hepburn hizo verdaderamente del vestido negro un elemento básico de la moda que ha resistido el paso del tiempo a pesar de la competencia de algunas de las mujeres más elegantes». El vestido y sombrero blancos de Hepburn en My Fair Lady fue votado el sexto.